# 인일여자고등학교
인일여자고등학교(仁一女子高等學校)는 대한민국 인천광역시 중구 전동에 있는 공립 고등학교이다.

## 학교 연혁
- 1961년 2월 28일 : 인일여자고등학교 설립인가(인천여자중학교 병설)
- 1961년 4월 7일 : 개교 및 제1회 입학(3학급)
- 1961년 4월 20일 : 제1대 심상원 교장 취임
- 1964년 2월 8일 : 제1회 졸업식(졸업식 170명)
- 1970년 3월 1일 : 인천여자중학교 분리
- 1998년 3월 24일 : 인천여중 연수구로 이전-원형교사 인일여고로 귀속
- 2009년 6월 26일 : 신축건물로 교사이전
- 2024년 2월 1일 : 제61회 졸업식 (졸업생 163명, 누계 28,370명 졸업)
- 2024년 3월 1일 : 제20대 장동숙 교장 취임
- 2024년 3월 4일 : 신입생 입학식 (신입생 202명)

## 참고 자료
- 인일여자고등학교 - 한국교육학술정보원 학교알리미